# Notiobiella gressitti
Notiobiella gressitti är en insektsart som beskrevs av Tim R. New 1989. Notiobiella gressitti ingår i släktet Notiobiella och familjen florsländor. Inga underarter finns listade i Catalogue of Life.